# Arpitania

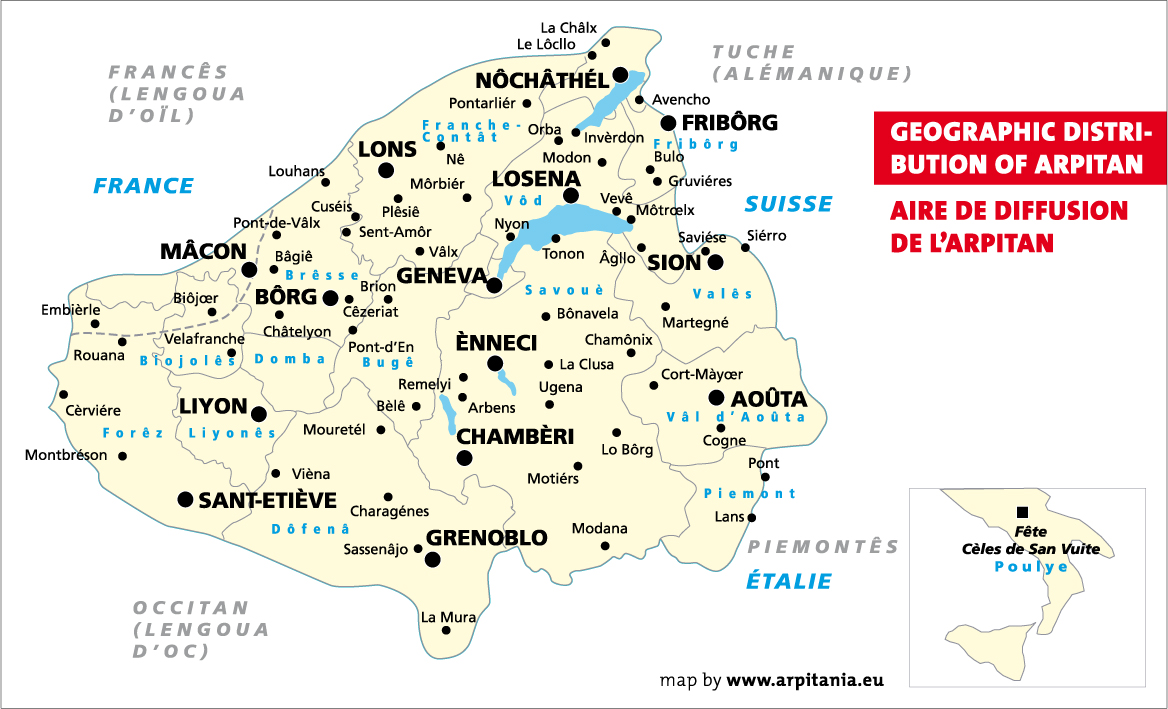
Harta "Arpitaniei", cu numele localităților în arpitană. Inserția de jos ilustrează două orașe izolate în Celle di San Vito, din Foggia, Apulia regiune din sudul Italiei, unde arpitana este de asemenea vorbită.

"Steagul Arpitaniei", cu "Soare de Alpilor" motiv combinat cu "stelele Europei" (Aliance Culturèla Arpitanna)

Arpitania (în Arpitană și italiană: Arpitania, franceză: Arpitanie) este un termen ce denotă unitatea etnico-culturală la vest de munții Alpi, vorbitori de limba Franco-Provensală (numită și Arpitană).
"Arpitania", astfel, corespunde aproximativ teritoriului istoric a ținutului Savoia și a statului succesor al său: Ducatul de Savoia:
- Franța (Ain, Rhône, Savoie, Haute-Savoie, o mare parte din departamentul Isere, sudul departamentului Franche-Comté).
- Italia (Valea Aosta, părți din Piemont, Daunia/Arpitan Celle di San Vito, Foggia în Apulia)
- Elveția (Elveția franceză, cu excepția celei de nord și partea de vest a cantonului Jura)